# Netta Duchâteau
Pour les articles homonymes, voir Netta (homonymie).
Netta Duchâteau (de son vrai nom Annette Duchâteau), née le 21 décembre 1910 à Namur en Belgique et morte le 24 mai 1994 à Monaco, est une actrice belge. Elle a été élue Miss Belgique 1930 le 7 septembre 1930 puis Miss Univers 1931 à Galveston (Texas) le 16 juin 1931.

## Biographie

### Concours de beauté
Annette est élue Miss Namur 1930 le 15 juillet 1930 sous le nom de « Netta ». Elle remporte ensuite le titre de Miss Belgique 1930 lors d'une soirée à Anvers le 7 septembre 1930, ce qui lui permet de participer à l’élection de Miss Univers à Galveston (Texas) pour la deuxième édition du concours. Elle remporte également la compétition et devient Miss Univers 1931 le 16 juin 1931 à l’âge de 20 ans.

### Carrière artistique
En 1932, elle entame une brève carrière au cinéma en jouant un petit rôle dans son unique film, Grains de beauté de Pierre Caron avec Roger Tréville et Simone Cerdan.
Elle devient ensuite comédienne : elle joue Janine, le premier rôle féminin de Ces dames aux chapeaux verts, d’après le roman de Germaine Acremant à Paris durant la guerre, puis dans les théâtres bruxellois où elle interprète notamment Roxane dans Cyrano de Bergerac et joue dans Psyché de Corneille (1947).
Au terme de sa carrière, elle s'installe à Monaco où elle décèdera à l’âge de 83 ans.

### Anecdotes
Son visage aurait inspiré Sterne Stevens pour créer Miss Belga (des cigarettes Belga).

## Filmographie
- 1932 : Grains de beauté de Pierre Caron (non créditée)